# Dalman (adelsätt)
Dalman är en adlig ätt stammande från amiralitetskassören i Stockholm Henrik Larsson (död 1651). Hans sonsöner, sedermera landshövdingen Lars Dalman (1680–1752) och sedermera vice lagmannen Olof Johan Dahlman (1685–1756), adlades 2 mars 1720 med namnet Dalman och introducerades samma år. Ätten uppflyttades 3 november 1778 i dåvarande riddarklassen.
Originalsköldebrevet i privat ägo.

## Medlemmar av ätten
Bland ättens medlemmar märks:
- Johan Wilhelm Dalman
- Vilhelm Fredrik Achates Dalman
- Lars Dalman
- Johan Dalman